# Fausto Fiorucci
Fausto Fiorucci (Gubbio, 12 settembre 1951) è un fantino italiano.
Di professione medico dentista, è stato campione italiano di endurance nel 1997, e nella stessa disciplina ha vinto la medaglia d'oro individuale e a squadre nel Campionato Europeo del 2001, la medaglia d'argento individuale al Campionato Mondiale del 1998 e la medaglia d'argento a squadre al Mondiale del 2002 e all'Europeo del 1997. Tutti questi risultati sono stati ottenuti in sella a Faris Jabar.